# Яблоневая аллея
Я́блоневая алле́я — улица в Зеленоградском административном округе Москвы.

## Происхождение названия
Названа по яблоневым насаждениям вдоль аллеи, высаженным в 1970-е годы. Неофициальное название, данное жителями, закреплено официально в 1993 году.

## Описание
Расположена между Центральным проспектом и улицей Юности. Проходит по середине 3-го микрорайона, деля его пополам. Улица прямолинейная, по всей длине улица двухполосная (по одной полосе в каждую сторону).